# Équipe de Tchéquie féminine de rugby à sept
L'équipe de Tchéquie féminine de rugby à sept est l'équipe qui représente la Tchéquie  dans les principales compétitions internationales féminines de rugby à sept.

## Histoire
La Tchéquie est médaillée de bronze des Jeux européens de 2023 à Cracovie, ce qui lui permet de participer au tournoi de repêchage qualificatif pour les Jeux olympiques d'été de 2024.